# Black Dog
"Black Dog" er et af Led Zeppelins største hits, som udkom på deres 4. album, Led Zeppelin IV (som ikke fik nogen egentlig titel), fra 1971. Sangen er især kendt for starten, hvor Robert Plant synger "Hey, hey, mama, said the way you move, gonna make you sweat, gonna make you groove".
I 2004 fik sangen en placering som nummer 294 på Rolling Stone's liste over the 500 Greatest Songs of All Time. Led Zeppelins største hit, Stairway to Heaven, fik en placering som nummer 31.